# Soul Food (serie televisiva)
Soul Food è una serie televisiva statunitense andata in onda su Showtime dal 2000 al 2004, creata dal regista George Tillman Jr. e sviluppata per la televisione da Felicia D. Henderson.
La serie si basa sull'infanzia di Tillman, trascorsa nel Wisconsin, ed è una continuazione del suo film del 1997 I sapori della vita.
Composta da 74 episodi, suddivisi in cinque stagione, è la serie drammatica più longeva, composta prevalentemente da attori di colore, andata in onda in prima serata. In Italia la serie è inedita.

## Trama
La serie racconta i trionfi, le lotte e le rivalità di una affiatata famiglia afroamericana a Chicago, Illinois. La serie parte cinque mesi dopo gli eventi del film, su come la famiglia cerca di tenersi unita dopo la morte della matriarca Josephine.

## Episodi
| Stagione         | Episodi | Prima TV USA | Prima TV Italia |
| ---------------- | ------- | ------------ | --------------- |
| Prima stagione   | 20      | 2000-2001    | inedita         |
| Seconda stagione | 20      | 2001-2002    | inedita         |
| Terza stagione   | 10      | 2003         | inedita         |
| Quarta stagione  | 10      | 2004         | inedita         |
| Quinta stagione  | 14      | 2004         | inedita         |

## Cast
- Nicole Ari Parker – Teri Joseph
- Malinda Williams – Tracy "Bird" Van Adams
- Vanessa Williams – Maxine Chadway
- Aaron Meeks – Ahmad Chadway
- Rockmond Dunbar – Kenny Chadway
- Darrin Dewitt Henson – Lem Van Adams
- Boris Kodjoe – Damon Carter (ricorrente nelle stagioni 1 e 5, regolare nelle stagioni 2, 3 e 4)

### Guest star
- Irma P. Hall
- James Avery
- Tyra Banks
- Jim Brown
- Diahann Carroll
- Deborah Cox
- Vondie Curtis-Hall
- Faye Dunaway
- Kenneth "Babyface" Edmonds
- Kimberly Elise
- Giancarlo Esposito
- Gloria Foster
- Drake
- Hill Harper
- Dennis Haysbert
- Tamara Hope
- Djimon Hounsou
- Terrence Howard
- Cirroc Lofton
- Wynton Marsalis
- Debbi Morgan
- Richard Roundtree
- Rip Torn
- Usher
- Mario Van Peebles
- Isaiah Washington
- Kenneth Welsh
- Michael Jai White

## Premi
- NAACP Image Award 2001 - Outstanding Youth Actor/Actress - Aaron Meeks
- NAACP Image Award 2002 - Outstanding Drama Series
- NAACP Image Award 2002 - Outstanding Supporting Actress in a Drama Series - Debbi Morgan
- NAACP Image Award 2002 - Outstanding Youth Actor/Actress - Aaron Meeks
- NAACP Image Award 2003 - Outstanding Drama Series
- NAACP Image Award 2003 - Outstanding Actress in a Drama Series - Vanessa A. Williams
- NAACP Image Award 2004 - Outstanding Drama Series